# Mecometopus laetus
Mecometopus laetus là một loài bọ cánh cứng trong họ Cerambycidae.